# Black Panthers Bielefeld
Die Black Panthers Bielefeld sind eine Futsalmannschaft aus dem Bielefelder Stadtteil Brackwede. Die erste Mannschaft spielt seit dem Aufstieg im Jahre 2016 in der erstklassigen Futsalliga West. Die Black Panthers gehören seit 2019 zur Fußballabteilung des SV Yek Spor. Zuvor gehörten sie dem SV Brackwede an.

## Geschichte

### Frühe Jahre (2011 bis 2016)

Ein schwarzer Panther

Die Mannschaft wurde im Jahre 2011 als Black Panthers Brackwede gegründet und tragen seit 2015 den heutigen Namen. Die schwarzen Panther nutzen für ihre Heimspiele verschiedene Sporthallen im Bielefelder Stadtgebiet. Gespielt wird überwiegend am Carl-Severing-Berufskolleg. Früher wurde auch die Sporthalle am Gymnasium Brackwede, die Sporthalle Rosenhöhe 2 und die Sporthalle an der Kuhlo-Realschule genutzt. Im Jahre 2013 gelang der Mannschaft als Westfalenmeister der Aufstieg in die WFLV-Futsal-Liga, der höchsten Spielklasse in Nordrhein-Westfalen. Nach nur einer Saison folgte mit nur zwei Siegen und einem Unentschieden der Wiederabstieg in die Westfalenliga. Tiefpunkt der regulären Saison war eine 3:18-Niederlage bei Holzpfosten Schwerte. In der Abstiegsrelegation konnte man sich zwar zunächst im Halbfinale gegen die DJK Mauritz mit 3:2 durchsetzen, aber dann verloren die schwarzen Panther das Relegationsfinale mit 3:6 bei den Futsal Panthers Köln.
Ein Jahr später wurden die Brackweder mit einem Punkt Rückstand auf den UFC Paderborn Vizemeister und kamen im Saisonverlauf zu einem 31:4-Sieg über die eigene zweite Mannschaft. Das Endspiel um die Westfalenmeisterschaft 2015 wurde gegen den UFC Paderborn mit 4:5 verloren, so dass der direkte Wiederaufstieg verpasst wurde. Torschützenkönig in der Saison wurde mit 60 Treffern Malte Siekmann vor seinem Mannschaftskameraden Sven Tischbierek mit 52 Treffern. Sven Tischbierek wurde in dieser Saison auch von den Trainern und Kapitänen der Liga zum wertvollsten Spieler der Futsal-Westfalenliga gewählt.
In der darauffolgenden Saison 2015/16 machten die Schwarzen Panther es besser. Nach einer Ligareform wurden die Bielefelder in die neu geschaffene Oberliga Westfalen eingruppiert. Die Mannschaft von Trainer Goran Novakovic sicherte sich bereits vorzeitig die Meisterschaft und den Wiederaufstieg in die nunmehr Futsalliga West genannte Spielklasse. Bis auf ein 7:7 gegen Futsal Lüdenscheid wurden alle Spiele gewonnen, darunter ein 22:7 gegen Deportivo Unna. Ebenfalls im Jahre 2016 sicherten sich die Bielefelder durch einen 6:1-Finalsieg über die Bonner Futsal Lions den WFLV-Futsal-Pokal. Hakim Aytan traf alleine viermal im Finale für die Bielefelder. Im Viertel- und Halbfinale wurden die Holzpfosten aus Schwerte (12:5) und die Futsal Panthers Köln (2:0) besiegt.

### Etablierung in der Futsalliga West (seit 2016)
Die Mannschaft erwischte einen guten Start in die Saison 2016/17 der Futsalliga West und sicherte sich überraschend die Herbstmeisterschaft. Mit drei Punkten Rückstand auf den Lokalrivalen MCH Futsal Club Sennestadt wurden die schwarzen Panther am Saisonende Vierter. Hakim Aytan wurde mit 31 Treffern Torschützenkönig der Liga vor seinem Mannschaftskameraden Nick Mdoreuli mit 29 Treffern. Ein Jahr später sicherten sich die Bielefelder den dritten Platz der Liga. Hakim Aytan wurde mit 39 Toren erneut Torschützenkönig. Überschattet wurde die Saison von einem Eklat im Derby gegen den MCH Futsal Club Sennestadt, bei  dem es neben zahlreichen Platzverweisen und Tumulten auf den Rängen zu einem Flaschenwurf auf das Spielfeld kam. Gespräche über eine mögliche Fusion beider Teams rückten daraufhin in den Hintergrund. In der Saison 2018/19 reichte es nur zu Platz fünf, dafür stellten die schwarzen Panther zum dritten Mal in Folge den Torschützenkönig der Liga. Nick Mdoreuli sicherte sich mit 40 Treffern die Krone vor seinem Mannschaftskameraden Hakim Aytan, der 39 Mal traf.
Zur Saison 2019/20 wechselten die Black Panthers zum SV Yek Spor Bielefeld. Zuvor kam es zu vereinsinternen Querelen, während der langjährige Trainer Goran Novakovic aus beruflichen und privaten Gründen nach Hamburg zog. Torjäger Nick Mdoreuli wechselte derweil zu den Futsal Panthers Köln.

## Statistik

### Erfolge
- WFLV-Futsal-Pokalsieger: 2016
- Westfalenmeister: 2013
- Oberligameister: 2016
- Westfalenpokalfinalist: 2013
- Westfalenmeister im Beachsoccer: 2013

### Saisonbilanzen
| Saison  | Liga                 | Level | Platz | S  | U | N  | Tore    | Punkte |
| ------- | -------------------- | ----- | ----- | -- | - | -- | ------- | ------ |
| 2012/13 | Westfalenliga        | II    | 1.    |    |   |    | :       |        |
| 2013/14 | WFLV-Futsal-Liga     | I     | 7.    | 2  | 1 | 11 | 42:100  | 7      |
| 2014/15 | Westfalenliga Ost    | II    | 2.    | 15 | 0 | 3  | 210:66  | 45     |
| 2015/16 | Oberliga Westfalen a | II    | 1.    | 13 | 1 | 0  | 139:44  | 40     |
| 2016/17 | Futsalliga West      | I     | 4.    | 12 | 3 | 3  | 132:65  | 39     |
| 2017/18 | Futsalliga West      | I     | 3.    | 12 | 1 | 5  | 111:77  | 37     |
| 2018/19 | Futsalliga West      | I     | 5.    | 8  | 1 | 9  | 123:102 | 25     |

## Weitere Mannschaften

### Frauen
Seit dem Winter 2016 unterhält der Verein eine Frauen-Futsal-Mannschaft um die ehemaligen 2.-Bundesliga-Spielerinnen Kira Klemmer, Deniz Harbert und Romina Burgheim, das ab 2017 am WFLV-Futsal-Pokal teilnehmen sollte. Im November 2018 sorgte eine Werbung auf der Facebookseite für Aufsehen. In dem Text hieß es: „Du legst dich gerne mit dem Schiedsrichter an? Kein Problem, komm zu uns! Wir haben gleich zwei Schiedsrichter für dich!“ Der Vorsitzende des Bielefelder Kreisschiedsrichterausschuss Philipp Dräger bezeichnete die Werbung als „geschmacklos“ und als „Einladung zum Angriff auf die Schiedsrichter“.

### Beachsoccer
Im Jahre 2013 wurden die Black Panthers in Harsewinkel überraschend Westfalenmeister im Beachsoccer. Kein Spieler aus der Mannschaft hatte vorher Beachsoccer gespielt. Mit dem Turniergewinn qualifizierte sich die Mannschaft für die deutsche Meisterschaft, wo sie in Laboe (Schleswig-Holstein) den fünften Platz erreichten.